# 周憲 (隆慶進士)
周憲（1527年—？），字用章，號心盟，江西吉安府安福縣人，民籍，明朝政治人物。

## 生平
隆慶元年（1567年）丁卯科江西鄉試第八十名舉人，五年（1571年）中式辛未科會試第二百九十七名，三甲第二百四十八名進士。礼部觀政，授嚴州府推官，萬曆五年（1577年）行取，升刑部主事，萬曆十年歷升员外郎、郎中，出为桂林府知府，萬曆十七年（1589年）正月升廣東按察司副使。

## 家族
曾祖周毓秀；祖父周尚誠；父周體光，母劉氏。永感下。兄周應，弟周愨、周懿、周懃。